# Zlatá Idka
Zlatá Idka és un poble i municipi d'Eslovàquia. Es troba a la regió de Košice, a l'est del país.

## Història
La primera referència escrita de la vila data del 1349.

## Demografia
| Godina             | 1994 | 2004   | 2014    | 2024   |
| ------------------ | ---- | ------ | ------- | ------ |
| Nombre de persones | 358  | 345    | 399     | 432    |
| Diferència         |      | −3,63% | +15,65% | +8,27% |

| Godina             | 2023 | 2024   |
| ------------------ | ---- | ------ |
| Nombre de persones | 412  | 432    |
| Diferència         |      | +4,85% |